# Sphaerella depressa
Sphaerella depressa är en svampart som först beskrevs av Miles Joseph Berkeley, och fick sitt nu gällande namn av Mordecai Cubitt Cooke 1883. Sphaerella depressa ingår i släktet Sphaerella och familjen Mycosphaerellaceae.   Inga underarter finns listade i Catalogue of Life.